# Тянконабэ
Тянконабэ (яп. ちゃんこ鍋) — блюдо японской кухни, представляющее собой разновидность набэмоно, то есть блюда из множества ингредиентов, приготовленного в одном горшке, которое обычно в большом количестве едят борцы сумо в рамках специальной диеты по увеличению веса. Слово «набэ» означает «котелок», но относительно этимологии слова «тянко» общепринятой версии нет.

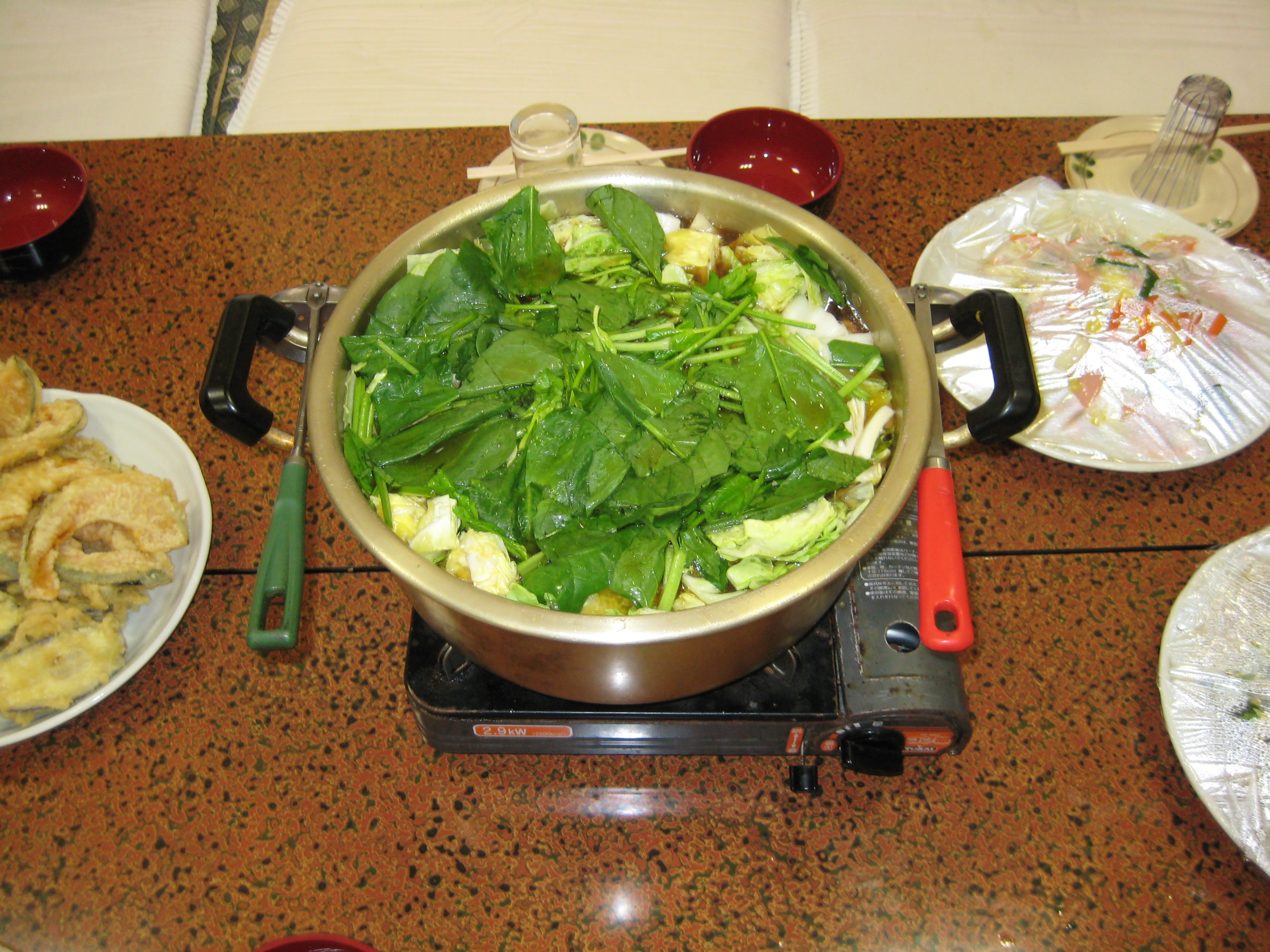

Блюдо обычно имеет в виде основы даси или суп на курином бульоне с добавлением сакэ или мирина, чтобы добавить аромат. Большая часть тянконабэ состоит из большого количества источников белка: как правило, курица (четвертованная и с оставленной кожей), жареная рыба (в виде сделанных из её мяса шариков), тофу (или иногда говядина) и овощи (дайкон, пекинская капуста и так далее). Считаясь в Японии здоровой и полезной пищей, тянконабэ очень богато белком и обычно подаётся в больших количествах вместе с пивом и рисом для увеличения количества потребляемых калорий (считается, что тянконабэ может заменить собой калории, получаемые из 5-6 обычных блюд). Оставшийся от тянконабэ бульон также может быть позже использован в качестве бульона для приготовления лапши сомэн или удон.
Тянконабэ не имеет строго устоявшегося рецепта и часто содержит все ингредиенты, которые доступны повару. В школах борьбы сумо его традиционно подают по старшинству: рикиси и любые гости хэя получают право первыми съесть столько, сколько хотят, тогда как младшие борцы получают то, что осталось. Блюдо также является популярной едой в ресторанах, где его часто подают работающие там бывшие борцы сумо, которые специализируются на этом блюде. Первый специализированный ресторан по его приготовлению, «Кавасаки-тянко», был основан в восточной части Токио ещё в 1937 году.
Тянконабэ, подаваемый во время турниров сумо, готовится исключительно с курицей: причина этого в том, что рикиси, как считается, всегда должны стоять на двух ногах, как курица, а не на четырёх (поэтому говядина или свинина не подходят).